# Mauer hinter Begijnhof 13, 15, 17

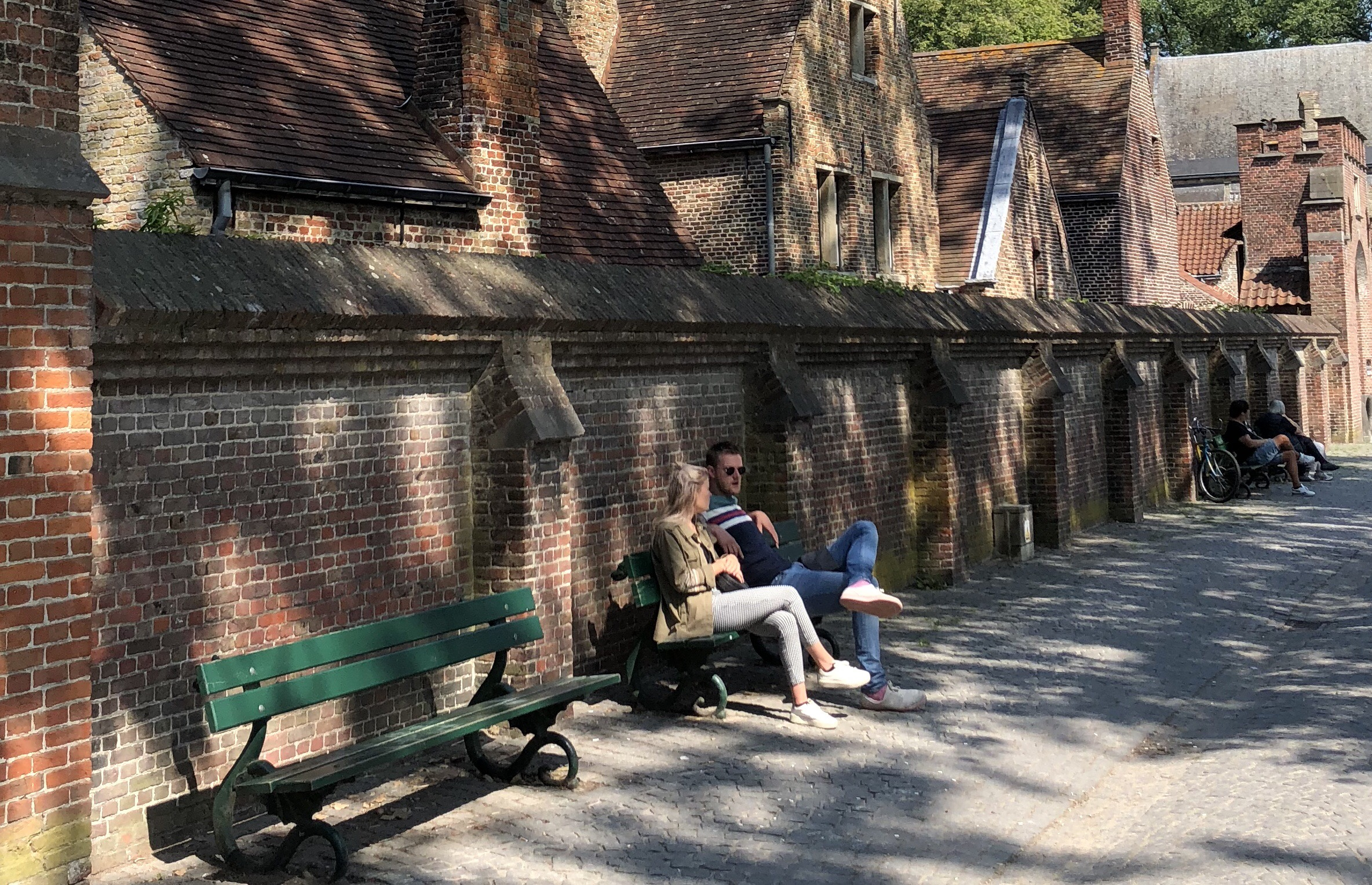
Mauer hinter den Grundstücken Begijnhof 13, 15, 17 im Jahr 2019, Blick von Südosten

Die Mauer hinter Begijnhof 13, 15, 17 ist eine denkmalgeschützte Mauer in Brügge in Belgien.
Sie ist Teil der östlichen Begrenzung des Beginenhofs Brügge und verläuft von Norden nach Süden hinter den Grundstücken Begijnhof 13, 15 und 17. Nördlich an die Mauer schließt sich die Pforte an der Sasbrug an. Östlich vor der Mauer verläuft die Straße Begijnenvest und liegt der Liebessee.
Die Backsteinmauer erstreckt sich über eine Länge von etwa 35 Metern. Markant sind elf Strebepfeiler, die die Mauer auf der Ostseite stützen. Im Jahr 1984 erfolgte eine bauliche Veränderung. 
Die Mauer gehört zum Denkmalbereich des Beginenhofs und wird außerdem seit dem 14. September 2009 als architektonisches Erbe geführt.